# Allgemeine Geschichte in Einzeldarstellungen
Allgemeine Geschichte in Einzeldarstellungen war eine von dem Historiker Wilhelm Oncken (1838–1905) herausgegebene geschichtswissenschaftliche Buchreihe, die seit 1878 bis in die 1890er Jahre in Berlin, zunächst bei Grote und später im Historischen Verlag Baumgärtel, erschien. Sie war untergliedert in vier Hauptabteilungen: I. Hauptabteilung (Geschichte des Altertums), II. Hauptabteilung (Geschichte des Mittelalters), III. Hauptabteilung (Geschichte der Neueren Zeit), IV. Hauptabteilung (Geschichte der Neuesten Zeit). Die Hauptabteilungen wiederum waren untergliedert in verschiedene Teile und diese bisweilen in einzelne Bände. Zahlreiche renommierte Historiker wirkten an der Reihe mit. Einige Bände erschienen in überarbeiteten Ausgaben. Wilhelm Oncken war auch von Kaiser Wilhelm I. (1797–1888) damit beauftragt worden, eine Biografie über ihn für die Nachwelt zu verfassen. Dieses Werk bildet den letzten Teil der Buchreihe.

## Übersicht über die einzelnen Bände

### Geschichte des Altertums
- 1 Johannes Dümichen, Eduard Meyer: Geschichte des alten Ägyptens. 1879.
- 2 Fritz Hommel: Geschichte Babyloniens und Assyriens. 1885.
- 3 Salomon Lefmann: Geschichte des alten Indiens. 1890.
- 4, Hälfte 1: Ferdinand Justi: Geschichte des alten Persiens. 1879.
- 4, Hälfte 2: Richard Pietschmann: Geschichte der Phönizier. 1889.
- 5 Gustav Friedrich Hertzberg: Geschichte von Hellas und Rom. Bd. 1. 1879.
- 6 Bernhard Stade: Geschichte des Volkes Israel. Bd. 1: Geschichte Israels unter der Königsherrschaft; Bd. 2: Geschichte des vorchristlichen Judenthums bis zur griechischen Zeit, das Ende des jüdischen Staatswesens und die Entstehung des Christenthums. 1881–1888.

### Geschichte des Mittelalters
- 1 Gustav Friedrich Hertzberg: Geschichte des römischen Kaiserreiches. 1880.
- 2 Felix Dahn: Urgeschichte der germanischen und romanischen Völker. 4 Bände. 1881–1889.
- 3 Eduard Winkelmann: Geschichte der Angelsachsen bis zum Tode König Aelfreds. 1883.
- 4 August Müller: Der Islam im Morgen- und Abendland. 2 Bände. 1885–1887.
- 5 Bernhard Kugler: Geschichte der Kreuzzüge. 1880.
- 6 Hans Prutz: Staatengeschichte des Abendlandes im Mittelalter von Karl dem Großen bis auf Maximilian. 2 Bände. 1885–1887.
- 7 Gustav Friedrich Hertzberg: Geschichte der Byzantiner und des Osmanischen Reiches bis gegen Ende des sechszehnten Jahrhunderts. 1883.
- 8 Ludwig Geiger: Renaissance und Humanismus in Italien und Deutschland. 1882.
- 9 Sophus Ruge: Geschichte des Zeitalters der Entdeckungen. 1881.
- 10 Theodor Schiemann: Rußland, Polen und Livland bis ins 17. Jahrhundert. 2 Bände. 1886.

### Geschichte der Neueren Zeit
- 1 Friedrich von Bezold: Geschichte der deutschen Reformation. 1886–1890.
- 2 Martin Philippson: Westeuropa im Zeitalter von Philipp II., Elisabeth und Heinrich IV. 1879.
- 3, Hälfte 1: Gustav Droysen: Geschichte der Gegenreformation. 1893.
- 3, Hälfte 2: Georg Winter: Geschichte des Dreißigjährigen Krieges. 1893.
- 4 Alfred Stern: Geschichte der Revolution in England. 1881.
- 5 Martin Philippson: Das Zeitalter Ludwigs des Vierzehnten. 1882.
- 6 Alexander Brückner: Peter der Große. 1879.
- 7 Bernhard Erdmannsdörffer: Deutsche Geschichte vom Westfälischen Frieden bis zum Regierungsantritt Friedrich's des Großen. 1648–1740. 2 Bände. 1892–1893.
- 8 Wilhelm Oncken: Das Zeitalter Friedrichs des Grossen. 2 Bände. 1881.
- 9 Adam Wolf: Oesterreich unter Maria Theresia, Josef II. und Leopold II. 1740–1792. 1884.
- 10 Alexander Brückner: Katharina die Zweite. 1883.

### Geschichte der Neuesten Zeit
- 1 Wilhelm Oncken: Das Zeitalter der Revolution. 2 Bände. 1884–1886.
- 2 Theodor Flathe: Das Zeitalter der Restauration und Revolution. 1815–1851. 3 Bände. 1883.
- 3 Constantin Bulle: Geschichte des zweiten Kaiserreiches und des Königreiches Italien. 1890.
- 4 Ernst Otto Hopp: Bundesstaat und Bundeskrieg in Nordamerika. Mit einem Abriß der Colonialgeschichte als Einleitung. 1886.
- 5 Felix Bamberg: Geschichte der orientalischen Angelegenheit im Zeitraume des Pariser und des Berliner Friedens. 1888–1892.
- 6 Wilhelm Oncken: Das Zeitalter des Kaisers Wilhelm. 2 Bände. 1888–1892.